# Marek Jędraszewski
Marek Jędraszewski (* 24. červenec 1949, Poznaň, Polsko) je polský římskokatolický arcibiskup a metropolita Krakovské arcidiecéze, místopředseda Konference biskupů Polska a profesor katolické teologie.

## Životopis
V roce 1967 maturoval na Gymnáziu v Poznani. V letech 1967–1973 studoval na Papežské teologické fakultě v Poznani a zároveň se připravoval kněžství v Arcibiskupském kněžském semináři. Kněžské svěcení přijal 24. května 1973 v Poznani z rukou diecézního biskupa Antoni Baraniaka. Do roku 1975 působil ve farnosti sv. Marcina v Odolanówě.
V roce 1974 získal licenciát z katolické teologie prací Problematika osoby ve filozofií Gabriela Marcela. Od roku 1975 studoval filozofii na Gregoriánské papežské univerzitě v Římě, kde získal v roce 1977 licenciát z filozofie. V roce 1979 získal doktorát z filozofie prací Mezilidské vztahy ve filozofií Levinasa, která byla oceněna zlatou medailí papeže sv. Jana Pavla II. V roce 1991 získal habilitaci z filozofie na Papežské teologické akademií v Krakově prací Jean-Paul Sartre i Emmanuel Lévinas - v hledání nového humanismu. Analytické a komparativní studium. V letech 1980–1996 přednášel na Papežské teologické fakultě v Poznani, kde v letech 1996–1998 byl docentem. V letech 1980–1987 byl prefektem Arcibiskupského kněžského semináře v Poznani. V letech 1987–1996 pracoval v redakcí Przewodnik Katolickiego - Katolický průvodce. V roce 1996 byl jmenován hostujícím profesorem na Papežské Lateránské univerzitě. V roce 1998 po vzniku Teologické fakulty na Univerzitě Adama Mickiewicze v Poznani byl jmenován mimořádným profesorem. V roce 2002 byl jmenován řádným profesorem katolické teologie.

### Biskup
Za pomocného biskupa v Poznani byl jmenován papežem sv. Janem Pavlem II. 17. května 1997. Biskupské svěcení přijal na Slavnost sv. Petra a Pavla 29. června 1997. Za biskupské motto si zvolil Poznat Krista.
Dne 11. července 2012 byl papežem Benediktem XVI. jmenován arcibiskupem metropolitou v Lodži a 8. září na svátek Narození Panny Marie přebral nový úřad. Arcibiskupské pallium obdržel 29. června 2013 na slavnost sv. Petra a Pavla ve Vatikánu od papeže Františka.
Od 30. září 2012 je předsedou Komise pro katecheze, školy a univerzity v rámci Rady evropských biskupských konferencí. Dne 30. listopadu 2013 byl papežem Františkem jmenován členem Kongregace pro katolickou výchovu v Římě. Od roku 2014 působí jako místopředseda Polské biskupské konference. V rámci biskupské konference působil i ve Stálé radě, sekce nauky filozofie a víry, komisí katolické výchovy, Radě pastorace mládeže a pastorace na akademické půdě.
Dne 8. prosince 2016 byl papežem Františkem jmenován arcibiskupem metropolita Krakovské arcidiecéze po přijetí rezignace z úřadu dosavadního arcibiskupa metropolity a kardinála Stanislawa Dziwisza. Dne 28. ledna 2017 byl slavnostně uveden do nového úřadu v katedrále sv. Stanislava a Václava na Wawelu.